# Štvrtok
Štvrtok es un municipio del distrito de Trenčín en la región de Trenčín, Eslovaquia, con una población estimada (a final del año 2024 de 478 habitantes.
Se encuentra ubicado en el centro-norte de la región, cerca del río Váh (cuenca hidrográfica del Danubio) y de la frontera con la República Checa.

## Demografía
| Año        | 1994 | 2004    | 2014    | 2024     |
| ---------- | ---- | ------- | ------- | -------- |
| Población  | 340  | 368     | 351     | 478      |
| Diferencia |      | +8,23 % | −4,61 % | +36,18 % |

| Año        | 2023 | 2024    |
| ---------- | ---- | ------- |
| Población  | 483  | 478     |
| Diferencia |      | −1,03 % |